# Suite slovaque

La Suite slovaque pour petit orchestre opus 32 est une suite d'orchestre en cinq pièces de Vítězslav Novák. Composée en 1903, elle est créée le 4 février 1906. Elle utilise des airs du folklore slovaque.

## Structure
1. À l'église
2. Entre enfants
3. Les amoureux
4. La salle de danse
5. Dans la nuit

Durée d'exécution : trente minutes.

## Instrumentation
deux flûtes, deux hautbois, deux clarinettes, deux bassons, trois cors, harpe, cordes, orgue.